# 후성 (기업)
후성(Foosung)은 불소화합물을 기반으로 한 화학 원료 제조를 주력으로 하는 코스피 상장 기업이다. 불소화합물로 만드는 원료로 대표적인 것으로는 냉매 가스가 있다.

## 역사
2006년 퍼스텍으로부터 인적분할하여 설립되었다.

## 종속 기업
- 후성글로벌(주), 후성과기(남통)유한공사, 한텍

## 사업
불소화합물은 가전제품, 건설, 반도체, 2차전지 등 다양한 분야에서 원재료로 사용된다. 또한 이 회사는 현재 대한민국 유일의 전해질(LiPF6) 생산 기업이다. 전해질은 2차전지(리튬 이온 전지)에 사용되는 소재로, 이 분야는 신규 진입이 어려운 것으로 알려져 있다.
후성은 부수적으로 카매트 사업도 벌이고 있다. 매출 구성은 냉매 가스 등이 70%, 카매트 등이 30% 가량이다.

## 실적
이 회사는 2012년부터 2014년까지 영업손실을 보여 실적은 그다지 좋은 편이 아니었으나 2015년에 흑자전환하였다.

## 테마
후성은 증시에서 세방전지, 삼성SDI, 한화케미칼, 일진머티리얼즈, 리켐, 엘앤에프 등과 함께 2차전지 관련 테마주로 분류된다.

## 같이 보기
- 퍼스텍
- 한텍
- 한국내화